# Bonnefontaine
Bonnefontaine è un comune francese di 103 abitanti situato nel dipartimento del Giura nella regione della Borgogna-Franca Contea.

## Società

### Evoluzione demografica
Abitanti censiti